# Caramel

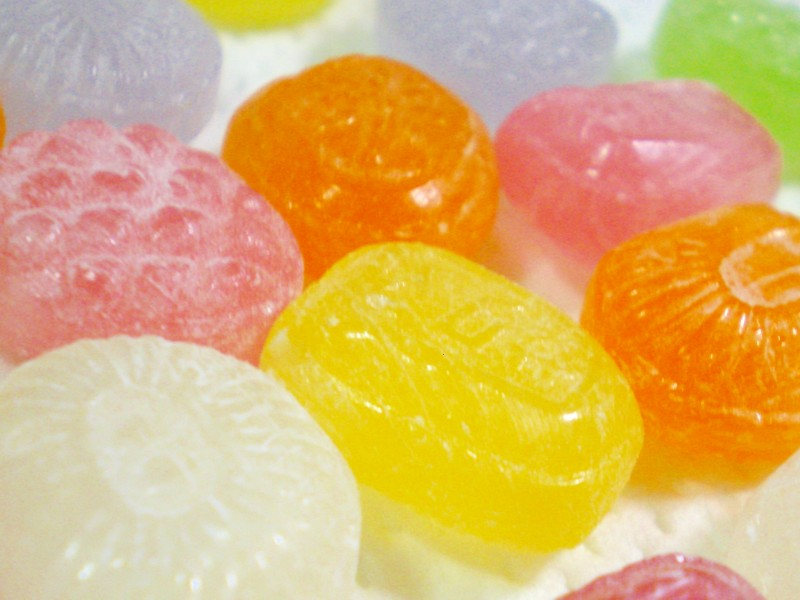
Diversos caramels de colors

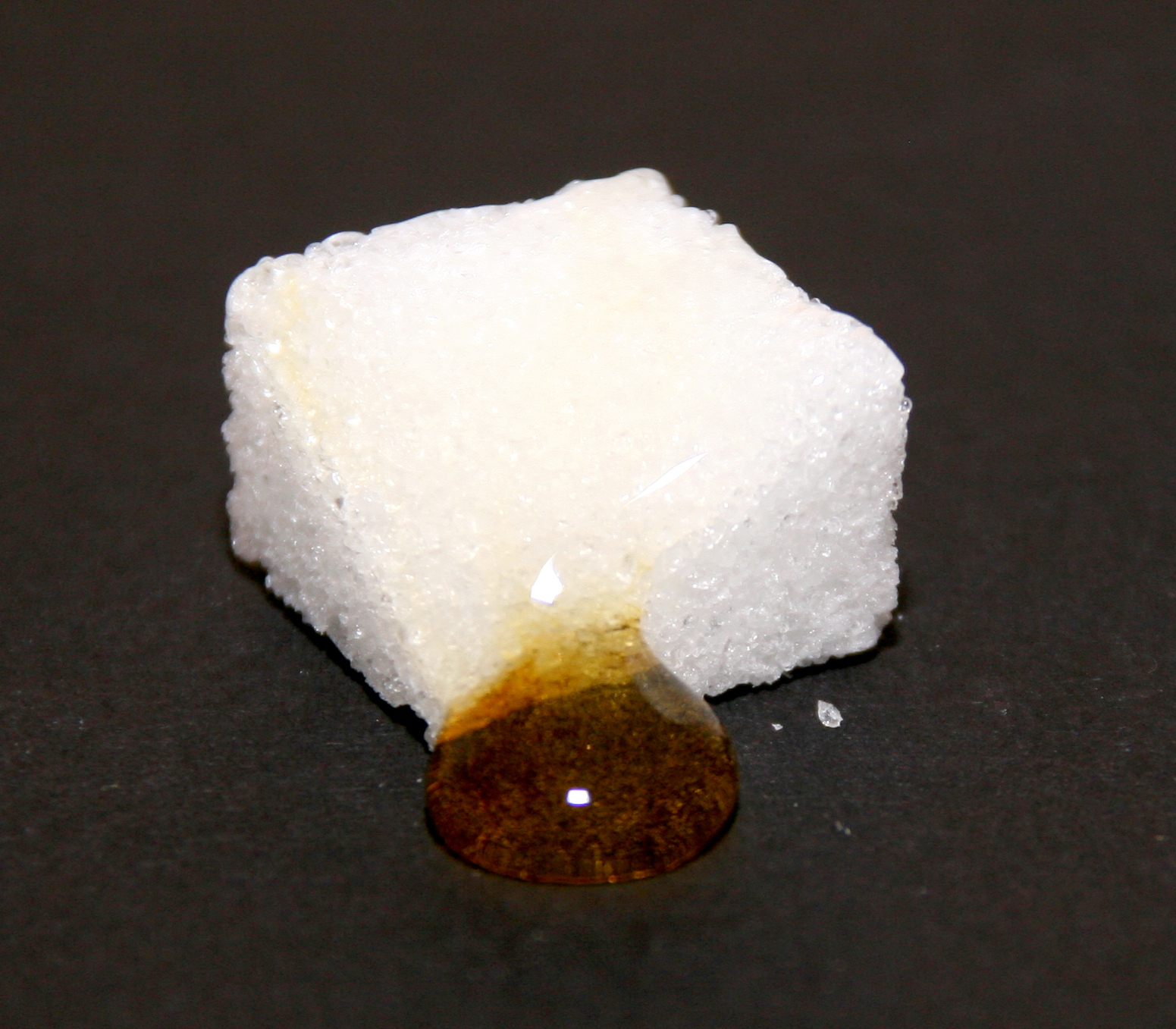
Terròs de sucre caramelitzant pel contacte amb la calor

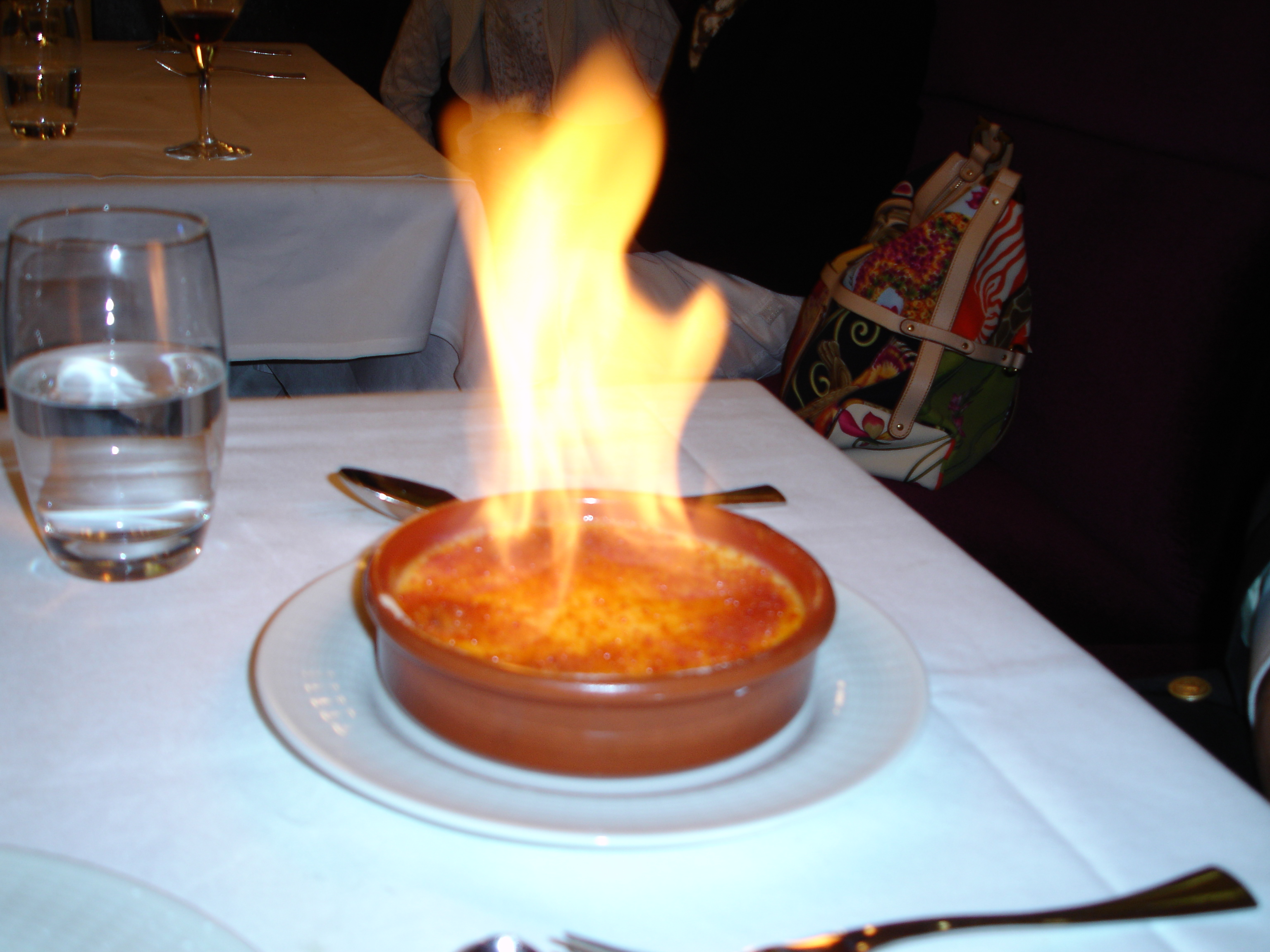
La mateixa tècnica s'usa per a fer el caramel de la crema cremada típica de Catalunya

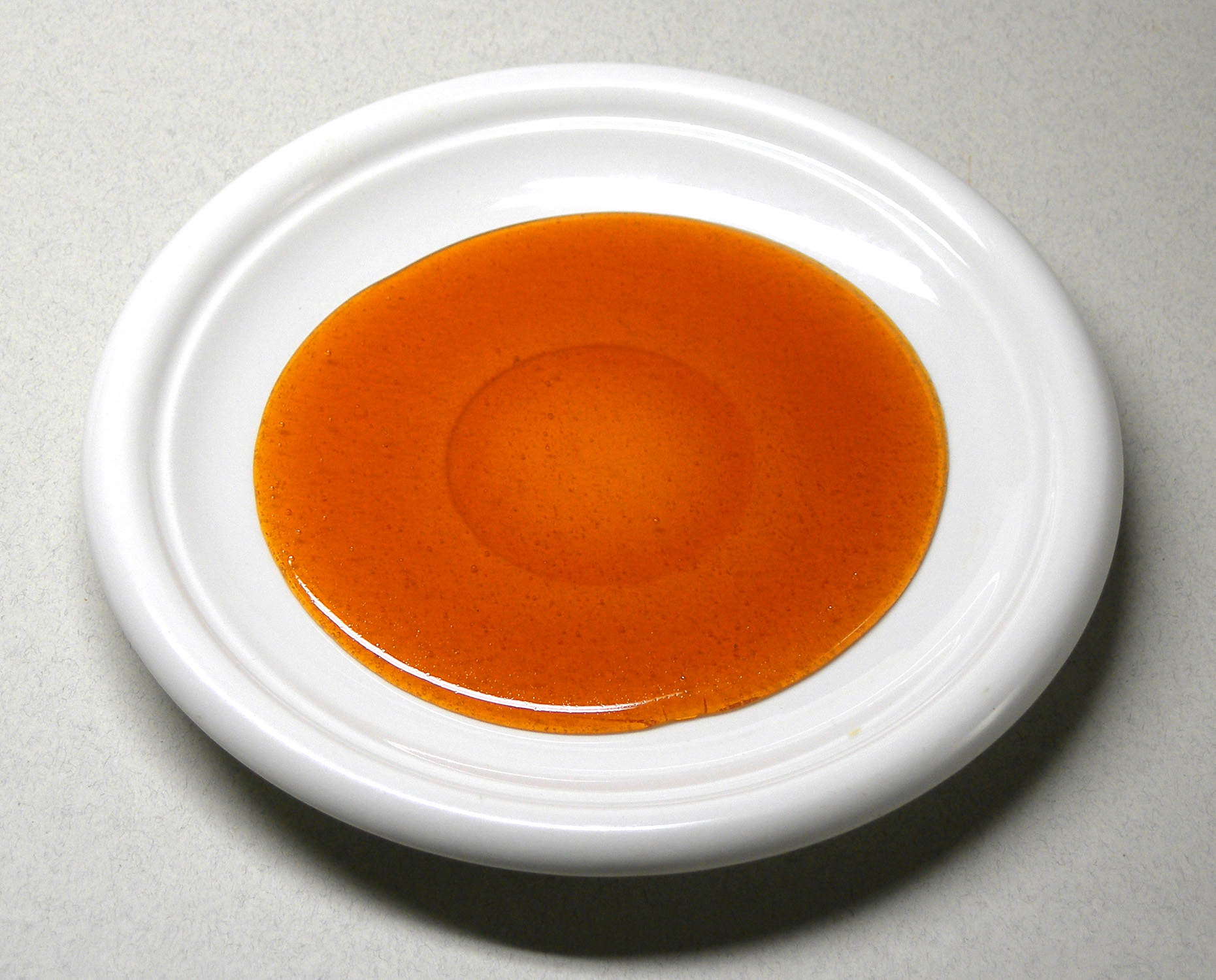
Caramel líquid, sucre cuit amb una certa quantitat d'aigua, o sense

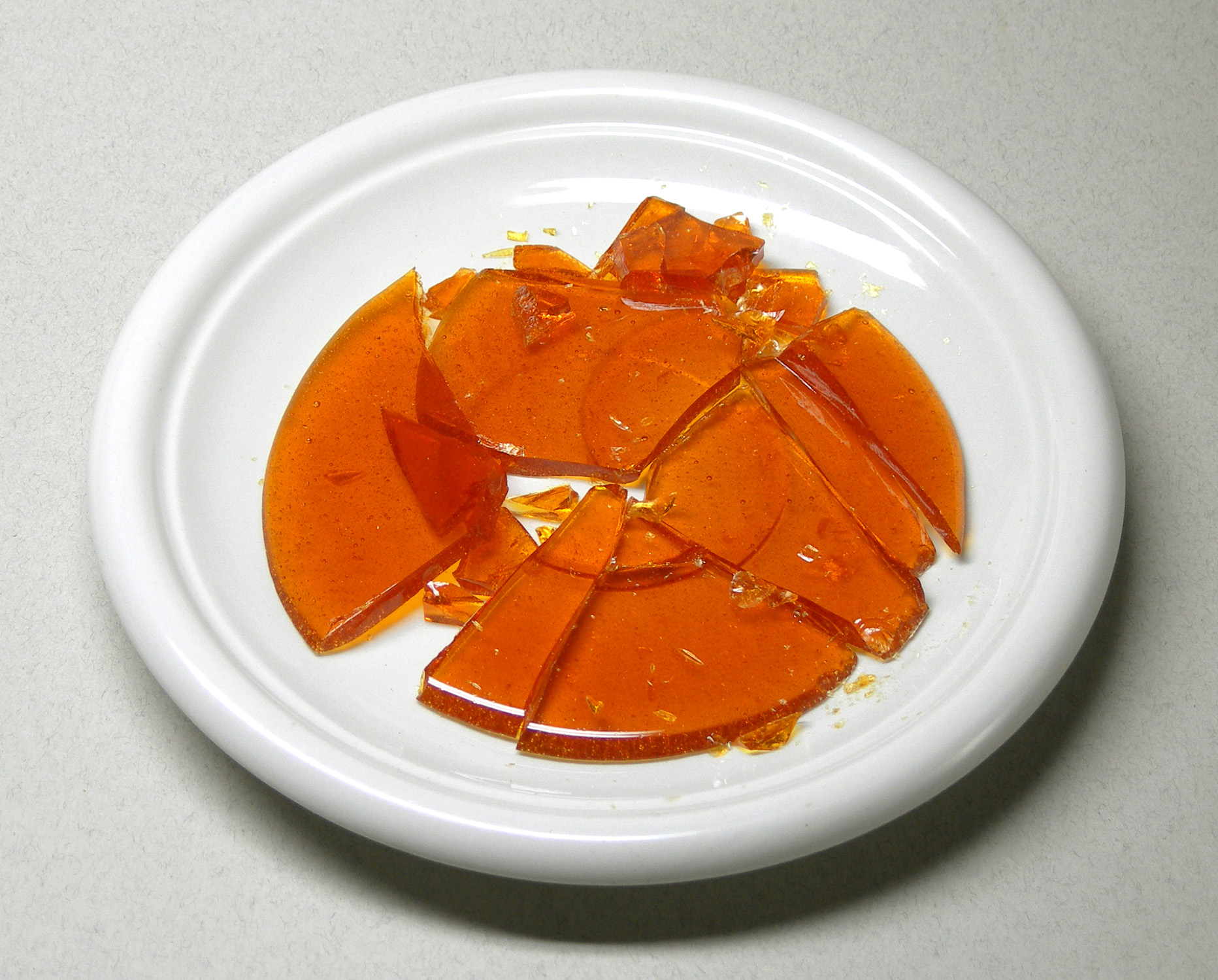
Caramel endurit

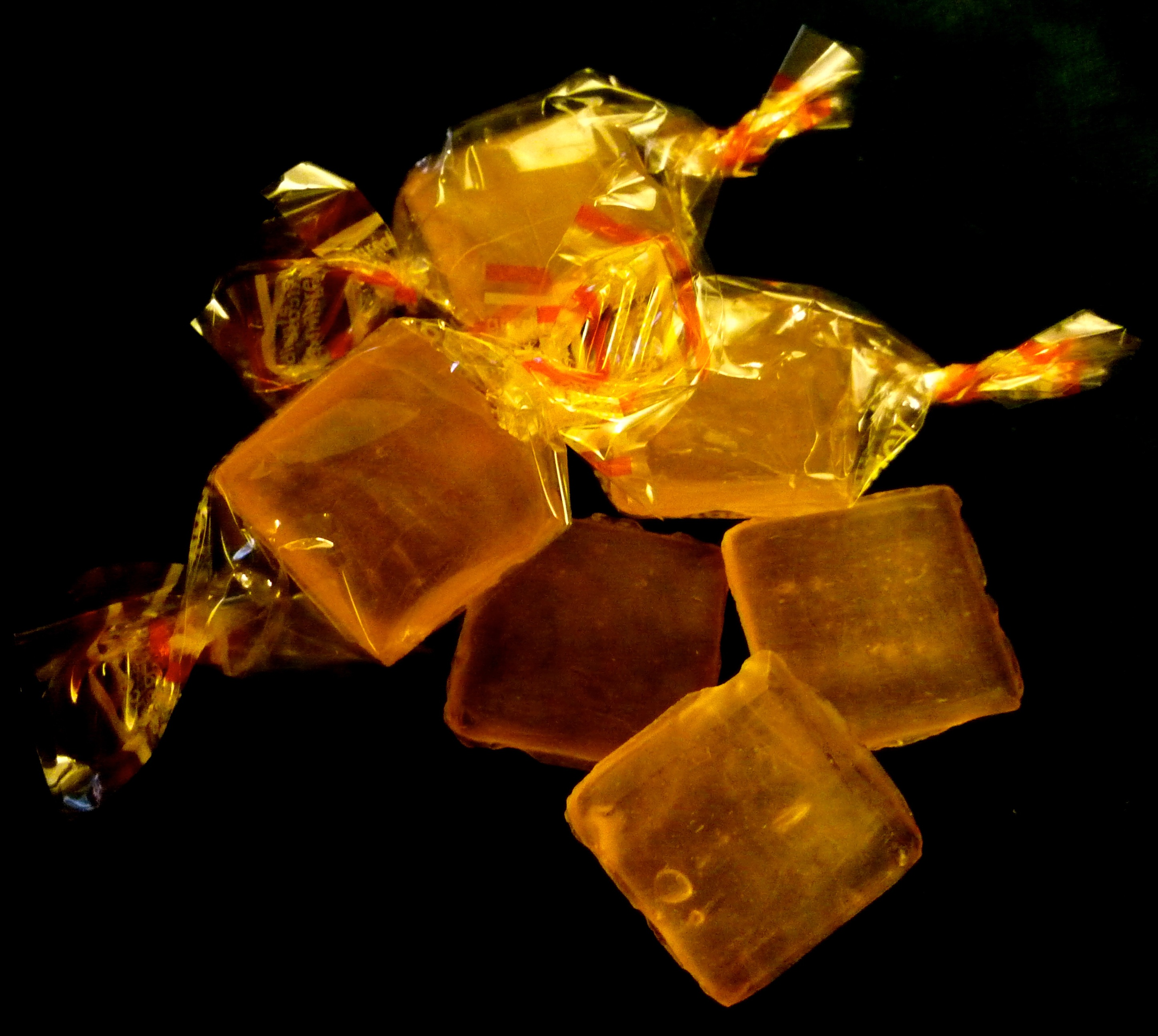
Bergamotes de Nancy, un d'ells embolicat

El caramel és un producte de rebosteria de color marró ataronjat elaborat escalfant una sèrie de sucres. Es pot utilitzar com a aromatitzant en púdings i postres, com a farciment de bombons o com a cobertura per a gelats i cremes. Es pot modificar amb diversos tipus d'additius, com ara essències i aromes, que li atorguen gustos variats i característiques diferents. També es coneix com a caramel·lo.
El procés de caramel·lització consisteix a escalfar el sucre lentament a uns 170 graus. A mesura que el sucre s'escalfa, les molècules es descomponen i es tornen a formar en compostos amb un color i un sabor característics. Es pot consumir tant líquid, com en el cas del caramel que s'afegeix per sobre del flam, com sòlid, cristal·litzat. El caramel solidificat es consumeix popularment deixant-lo desfer a la boca. A aquests se'ls afegeixen sabors a fruites, herbes o a altres aromes.
Amb caramel s'elaboren diversos llaminadures, postres, cobertures i confitures: crocants, nogats, pralinés, crème brûlée, flams i pomes dolces. Els gelats de vegades estan aromatitzats o contenen caramel.

## Etimologia
La paraula catalana prové del llatí tardà calamellus 'canya de sucre', un diminutiu de calamus 'canya, canya', ell mateix del grec κάλαμος. Menys probable, també podria venir del llatí medieval cannamella, de canna 'canya' + mella 'mel'. Finalment, alguns diccionaris el connecten amb la "bola dolça" àrab kora-moħalláh.

## Variants

### Caramel líquid
La salsa de caramel s'elabora barrejant sucre caramel·litzat amb nata. Depenent de l'aplicació prevista, es poden utilitzar ingredients addicionals com ara mantega, purés de fruites, licors o vainilla. La salsa de caramel s'utilitza en diversos postres, especialment com a cobertura per a gelats, però també en iogurts, les torradetes de santa Teresa, els bunyols, el blinis o el mató. Quan s'utilitza per al flam, només conté sucre caramel·litzat i aigua. La salsa de mantega s'elabora amb sucre moreno, mantega i nata. Tradicionalment, butterscotch és un caramel dur més en línia d'un caramel de nata. S'utilitza també com a colorant natural, per a donar un to marronós, i en preparacions salades (agre-dolces).
El caramel líquid, si no hi afegim res i és prou concentrat, quan es refreda fins a temperatura ambient se solidifica. Si es trenca a bocins, hom obté caramels. Amb el caramel s'hi poden fer dibuixos plans i reixes que, en endurir-se, s'utilitzen per a decorar pastissos i postres. La crema catalana està coberta d'una capa de caramel endurit acabat de fer.

### Llaminadures

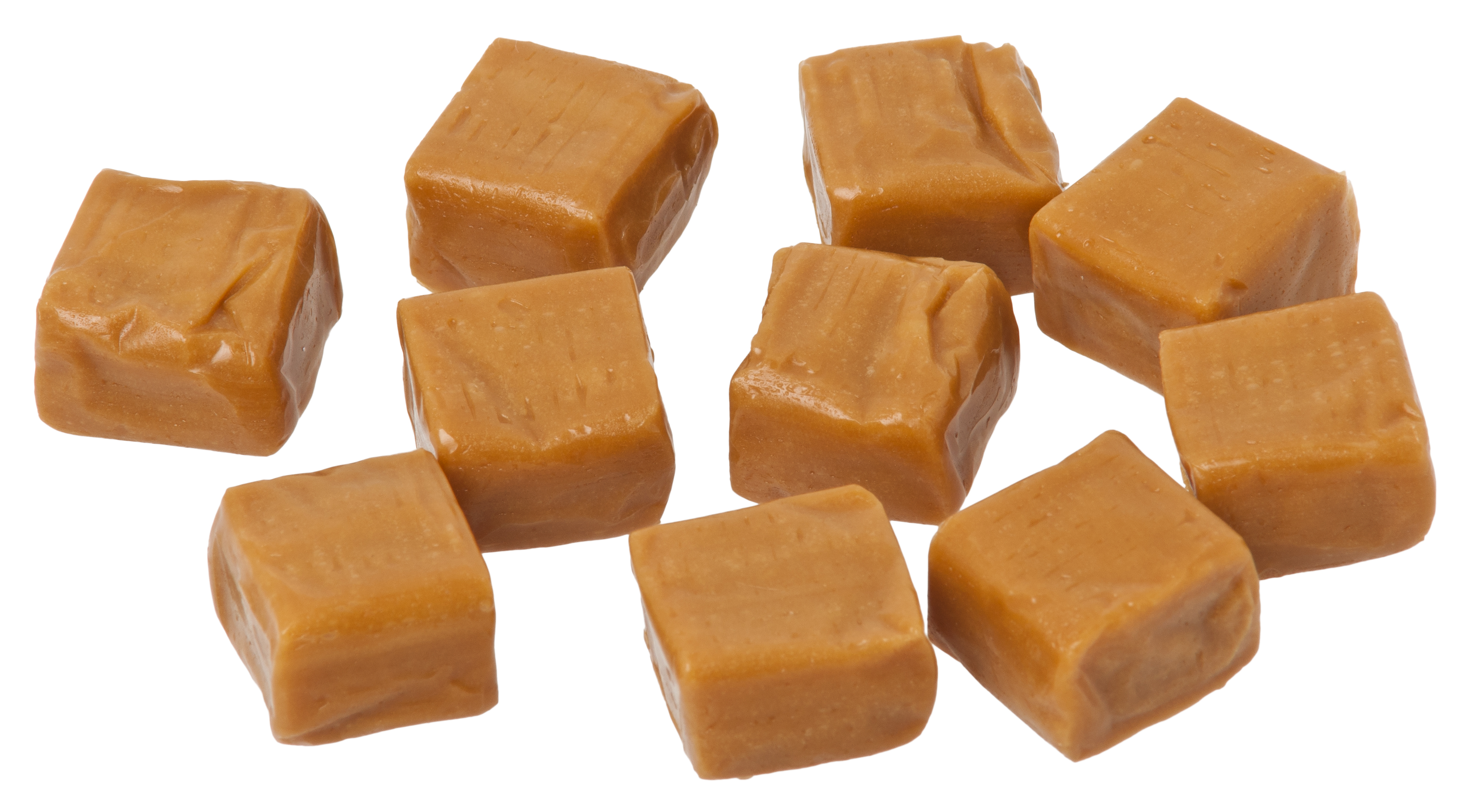
Caramels de llet fabricats com a caramels quadrats, per a menjar o per fondre.

Els caramels es poden enriquir afegint fruita seca, com és el cas del guirlatxe, o suc i aromes de fruites (taronja, llimona, etc.), o mel, o essències d'herbes (menta, eucaliptus, etc.). També s'hi pot afegir mantega salada o normal, com es fa típicament a Bretanya i Gran Bretanya, amb els caramels de nata o toffees. Aquests caramels es fan amb salsa de caramel i nata o mantega. Una variant dels caramels durs de fruites són les delícies turques i les gominoles, que es fan amb gelatina comercial.
Les llaminadures són un aliment suaument dolç, dens i mastegable elaborat bullint una barreja de llet o nata, sucre(s), xarop de blat de moro, mantega i vainilla (o aroma de vainilla). El sucre i la glucosa s'escalfen per separat fins a arribar a 130 graus; després s'hi afegeix la nata i la mantega que refreda la mescla. A continuació, es remena la barreja i es torna a escalfar fins que arribi a 120 graus. En acabar la cocció, s'afegeix vainilla o qualsevol altre aroma i sal. Afegir la vainilla o els aromes abans faria que es cremessin per les altes temperatures. Afegir sal abans donaria lloc al sucre invertit a mesura que es cuinessin.
Alternativament, tots els ingredients es poden cuinar junts. En aquest procediment, la mescla no s'escalfa per sobre de l'etapa de pilota ferma (120 graus), de manera que es produeix la caramel·lització de la llet. Aquesta temperatura no és prou alta per caramel·litzar el sucre i aquest tipus de llaminadures sovint s'anomena caramel de llet o caramel de crema. Tot i que el caramel de vegades s'anomena caramel de nata i també es compara amb el caramel, hi ha una diferència. El caramel de nata i el caramel estan relacionats perquè tenen la majoria dels mateixos ingredients. Tanmateix, la diferència és que el caramel de nata conté melassa o sucre moreno mentre que el caramel utilitza sucre blanc. També es cuinen a diferents temperatures i cadascuna té les seves pròpies tècniques de cocció que els fan únics en gust i forma.
Es poden obtenir caramels industrials de tota mena de gustos, colors, textures, consistències i formes gràcies a la multitud d'additius químics diversos i a la maquinària associada a una avançada tecnologia de processos. Tot i ser molt atractius com a llaminadura esporàdica, nutricionalment són de baixa qualitat, perquè només aporten calories buides.

### Caramels salats
El caramel salat va ser popularitzat l'any 1977 pel pastisser francès Henri Le Roux a Quiberon, Bretanya, en forma de caramel de mantega salada amb fruits secs triturats (caramel au beurre salé), utilitzant mantega demi-sel bretona. Amb aquest producte l'establiment va rebre el títol de ser la "Millor pastisseria de França" (Meilleur Bonbon de France) al Saló Internacional de la Confiserie de París l'any 1980. Le Roux va registrar la marca "CBS" (caramel au beurre salé) l'any següent.
A finals de la dècada del 1990, el pastisser parisenc Pierre Hermé va presentar els seus macarrons amb mantega salada i caramel i, l'any 2000, els xefs de gamma alta van començar a afegir una mica de sal als plats de caramel i xocolata. L'any 2008 va entrar al mercat massiu, quan Häagen-Dazs i Starbucks van començar a vendre'l.
Originalment fet servir en postres, la confiteria ha tingut un ús ampli en altres llocs, inclòs en xocolata calenta i licors com el vodka. La seva popularitat pot provenir dels seus efectes sobre els sistemes de recompensa del cervell humà, donant lloc a una "escalada hedònica".

## Coloració
El colorant de caramel, un líquid fosc i amarg, és el producte altament concentrat de la caramel·lització gairebé total, utilitzat comercialment com a colorant d'aliments i begudes, per exemple, en la cola.

## Química
La caramelització és l'eliminació d'aigua d'un sucre, procedint a la isomerització i polimerització dels sucres en diversos compostos d'alt pes molecular. Dit d'una altra manera, és la descomposició de la sacarosa en fructosa i glucosa, en un procés en el qual hi ha una fusió aparent per la pèrdua d'aigua, i l'aflorament de colors més foscos i una olor característica. Es poden crear compostos com l'anhídrid de fructosa a partir dels monosacàrids després de la pèrdua d'aigua. Les reaccions de fragmentació donen lloc a compostos de baix pes molecular que poden ser volàtils i poden contribuir al sabor. Les reaccions de polimerització donen lloc a compostos de pes molecular més gran que contribueixen al color marró fosc. El caramel es pot produir en tantes formes, com ara salsa, una llaminadura per mastegar o un caramel dur a causa de la quantitat d'ingredient que s'afegeix i la temperatura a la qual s'està preparant. En les receptes modernes i en la producció comercial, s'afegeix glucosa (del xarop de blat de moro o de blat) o sucre invertit per evitar la cristal·lització, que constitueix entre el 10% i el 50% dels sucres en massa. Els "caramels humits" fets escalfant sacarosa i aigua en comptes de la sacarosa sola produeixen el seu propi sucre invertit a causa de la reacció tèrmica, però no necessàriament suficient per evitar la cristal·lització en les receptes tradicionals.

## Fabricació
En la fabricació industrial de caramels s'acostumen a emprar com a matèries primeres sucre, glucosa i aigua, que es combinen en les proporcions adients per a generar un xarop (almívar) que posteriorment es cou a altes temperatures. Una evaporació ràpida produeix l'eliminació de l'aigua present al xarop cuit, restant una pasta de caramel que pot ésser modelada en diferents formes. El refredament ulterior provoca la cristal·lització de la massa, formant el caramel pròpiament dit al conferir-li rigidesa que el fa apte per al seu empaquetat.
Depenent del solvent (aigua o llet) i de la recepta, el resultat final pot anomenar-se d'una manera o una altra. Quan es fa amb llet, la reacció amb les proteïnes de la mateixa genera composts orgànics cíclics que atorguen nous gustos. Aquesta es denomina reacció de Maillard. La textura final depèn del punt d'ebullició de l'almívar, així com de la presència d'àcids durant la cocció (per exemple, l'agregat de vinagre als almívars orientals dona com a resultat un producte menys viscós). La presència d'un solut en un líquid fa que augmenti el seu punt d'ebullició, i és per això que com més percentatge de sucre hi hagi dissolt més augmentarà la temperatura d'ebullició. Però quan més s'escalfa la barreja, l'aigua bull i s'evapora i, per tant, augmenta la concentració de sucre; això fa que augmenti encara més el punt d'ebullició de la barreja.
Aquesta relació és predictible, i portant la mescla a una temperatura en concret s'aconsegueix la concentració de sucre desitjada. En general, a temperatures més elevades (més gran concentració de sucre) resten caramels més durs i rígids, mentre que les temperatures més baixes produeixen caramels més tous. És recomanable un termòmetre per a controlar la temperatura.